# くちづけ (Plastic Treeの曲)
「くちづけ」は、Plastic Treeの通算32枚目のシングル。2012年6月20日発売。発売元はビクターエンタテインメント。

## 概要
前作『静脈』から約4ヶ月ぶりのシングル。メジャーデビュー15周年メモリアルイヤーシングル第二弾。
通常盤A、通常盤B、初回限定盤A、初回限定盤Bの4タイプ発売。通常版のみ、初期の楽曲のセルフカバー作品を収録。通常版Aには「トランスオレンジ (Rebuild)」、通常版Bには「クローゼットチャイルド (Rebuild)」がそれぞれ収録されている。
初回限定盤A・Bのみ「くちづけ (2012年4月14日・日本武道館・初演版)」が収録されている。また、初回限定盤Aのみ「くちづけ Music Video」を収録したDVD付き。初回限定盤Bのみ「十五周年樹念映像作品『くちづけ』」を収録したDVD付き。

## 収録曲

### 通常盤A
1. くちづけ
  - 作詞：有村竜太朗、作曲：長谷川正、編曲：Plastic Tree
2. トランスオレンジ (Rebuild)
  - 作詞：有村竜太朗、作曲：長谷川正、編曲：Plastic Tree
3. くちづけ (Instrumental)

### 通常盤B
1. くちづけ
2. クローゼットチャイルド (Rebuild)
3. *作詞：有村竜太朗、作曲：長谷川正、編曲：Plastic Tree
4. くちづけ (Instrumental)

### 初回限定盤A
CD
1. くちづけ
2. くちづけ (2012年4月14日・日本武道館・初演版)
3. くちづけ (Instrumental)

DVD
1. くちづけ Music Video

### 初回限定盤B
CD
1. くちづけ
2. くちづけ (2012年4月14日・日本武道館・初演版)
3. くちづけ (Instrumental)

DVD
1. 十五周年樹念映像作品「くちづけ」

## 収録アルバム
- オリジナル『インク』（#1）
- セルフカバー『Hide and Seek (Rebuild)』（通常盤A#2、通常盤B#2）